# Inverewe Garden

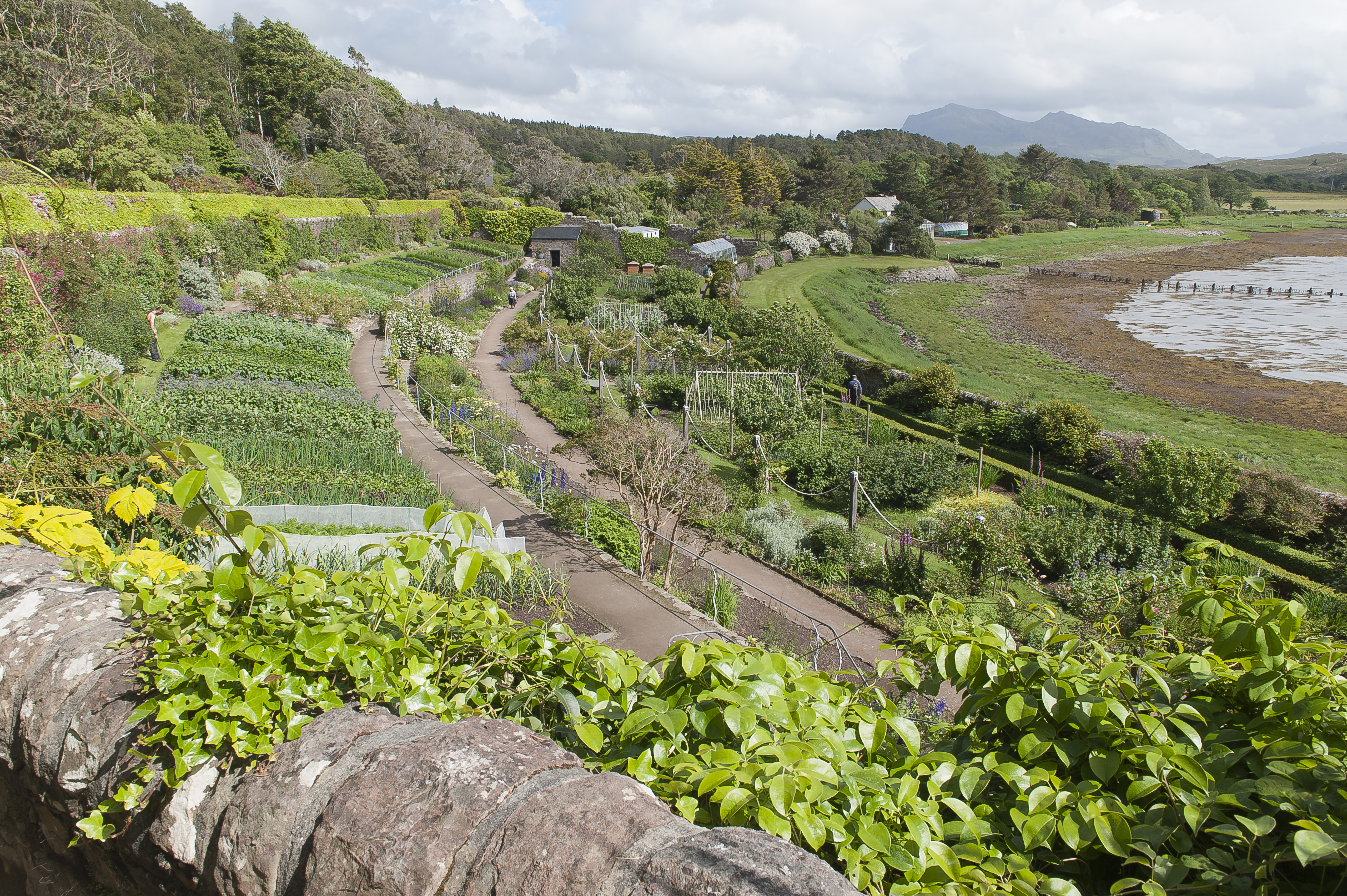
Blick über Inverewe Garden

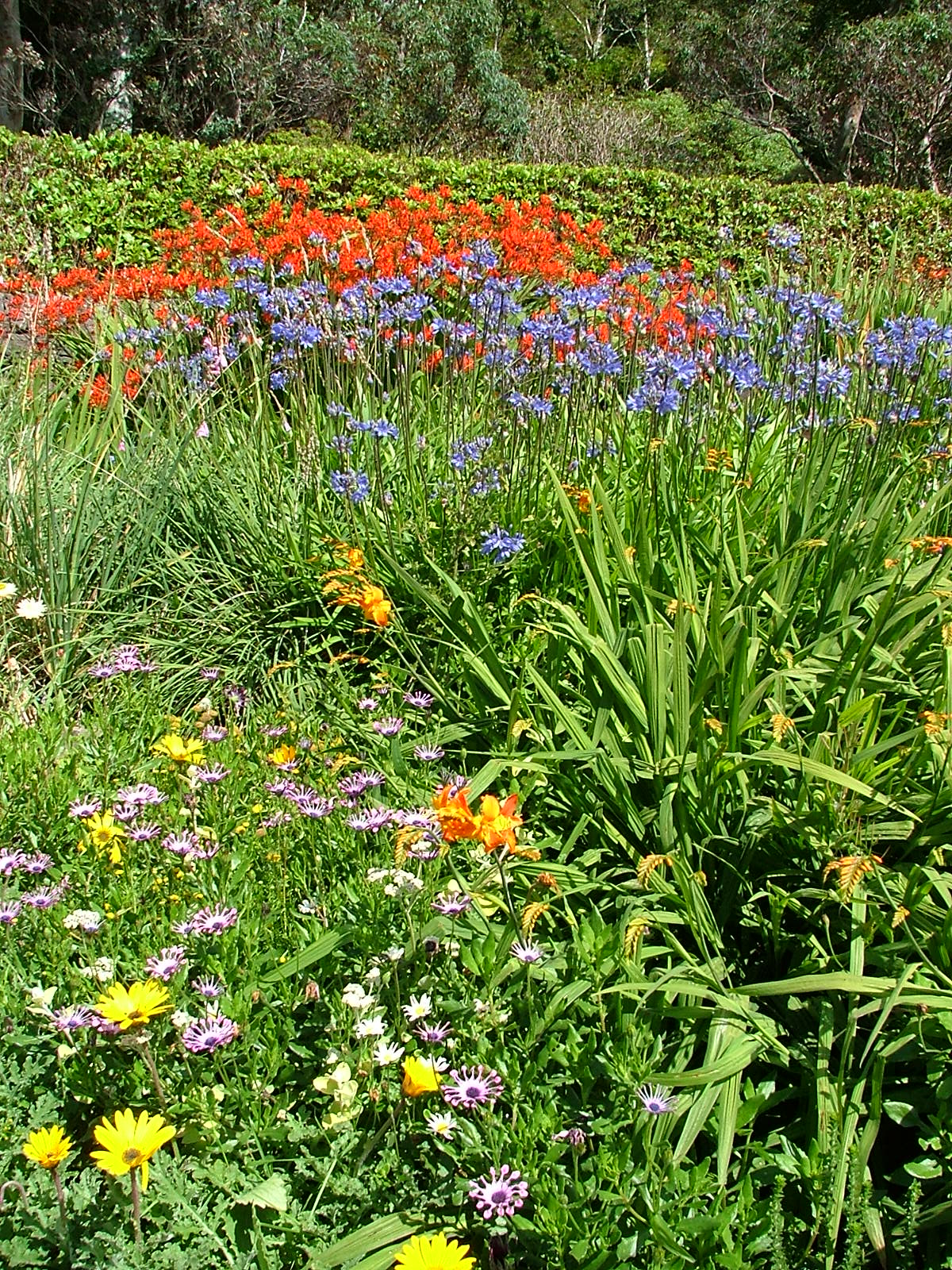
Blumengarten

Meterhohe Rhododendren und Gunnera

Der Inverewe Garden (auch Inverewe Gardens, gälisch Garradh Inbhir Iu) in Poolewe ist einer der nördlichst gelegenen botanischen Gärten der Welt. Durch seine klimatisch begünstigte Lage an der Nordwestküste Schottlands, direkt am warmen Golfstrom, kann er mit einer für diesen Breitengrad völlig untypischen und vielfältigen Bepflanzung aufwarten. Inverewe liegt auf 57,8 Grad nördlicher Breite, also ungefähr auf gleicher Höhe wie die Hudson Bay in Kanada oder Südnorwegen. Trotzdem hat es über das Jahr recht konstante, relativ hohe Temperaturen vorzuweisen. Die niedrigste je gemessene Temperatur lag bei −14 Grad Celsius, während die höchste bei 29 Grad Celsius lag.
Besonders interessant und umfangreich sind die Sammlungen von Rhododendren (Untergruppe Barbata), Brachyglottis, Olearia und Ourisisia. Markant sind auch die verschiedenen Eukalyptus-Bäume. Die Pflanzen stammen vor allem aus Australien, Tasmanien und Neuseeland (viele Eukalypten), China, Japan und dem Himalaya (viele Rhododendren) sowie dem gemäßigten Südamerika und Nordamerika.

## Geschichte
Der Begründer der Gärten von Inverewe war der Schotte Osgood Mackenzie. Als er das etwa 20 ha große Grundstück erbte, handelte es sich um einen felsigen Hügel mit nur einem einzigen Baum darauf. Der ursprüngliche gälische Name war Am Ploc Ard, zu deutsch „hoher Brocken“. Da das Grundstück direkt am Loch Ewe, liegt, war es zudem den Witterungen schutzlos ausgesetzt. Osgood Mackenzie begann, das Grundstück mit einheimischen schottischen und skandinavischen Kiefern zu bepflanzen, die es vor Witterungseinflüssen schützen sollten. Zudem wurden große Mengen von fruchtbarer Erde herbeigeschafft, angeblich aus Irland.
Nach und nach wurden dann unterschiedlichste Pflanzen sowohl aus der nördlichen wie auch der südlichen Hemisphäre zusammengetragen. Mackenzies besonderes Augenmerk lag auf dem Walled Garden, einem ummauerten Stück ehemaligen Strandes, auf dem Nutzpflanzen angepflanzt wurden.
Als Osgood Mackenzie 1922 starb, wurde der Garten von seiner Tochter Mairi Sawyer übernommen. Sie und ihr zweiter Ehemann bauten 1935 auch das heutige Inverewe House, nachdem das ursprüngliche durch ein Feuer zerstört worden war. Kurz vor ihrem Tod im Jahr 1953 arrangierte Mairi Sawyer, dass der Garten vom National Trust for Scotland übernommen wurde, welcher ihn bis heute betreut.
Der ursprünglich sehr abgelegene Ort ist mit zunehmender Erschließung Schottlands ein beliebtes Ausflugsziel geworden. 2019 wurde Inverewe Gardens von rund 76.000 Personen besucht. 2024 betrug die Besucherzahl etwa 83.000 Personen.
1987 wurden die Gärten in das Inventory of Gardens and Designed Landscapes in Scotland aufgenommen.

Eukalyptus
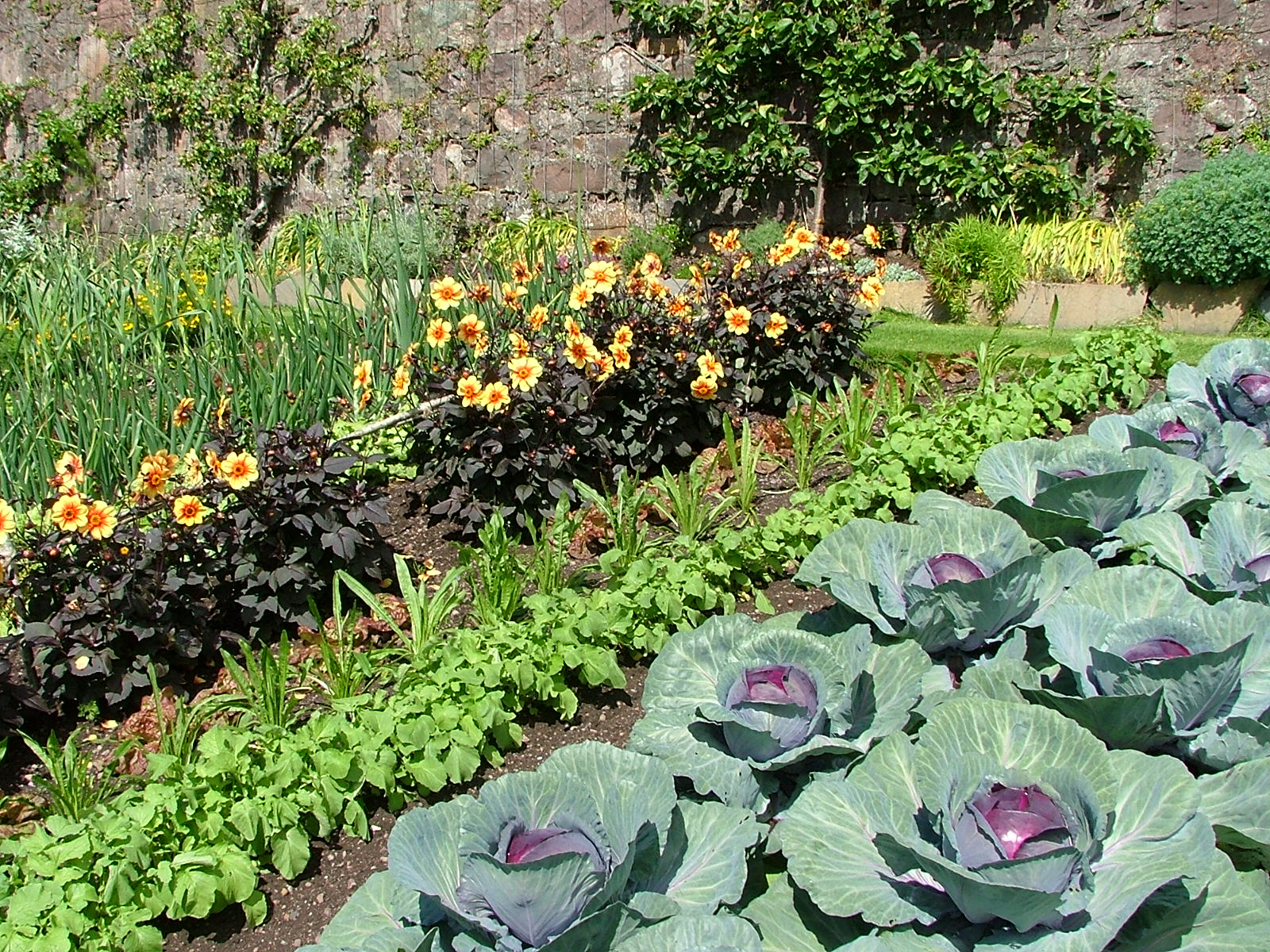
Gemüsegarten